# Likferd
Albums de Windir
1184
(2001) Valfar, ein Windir
(2004)

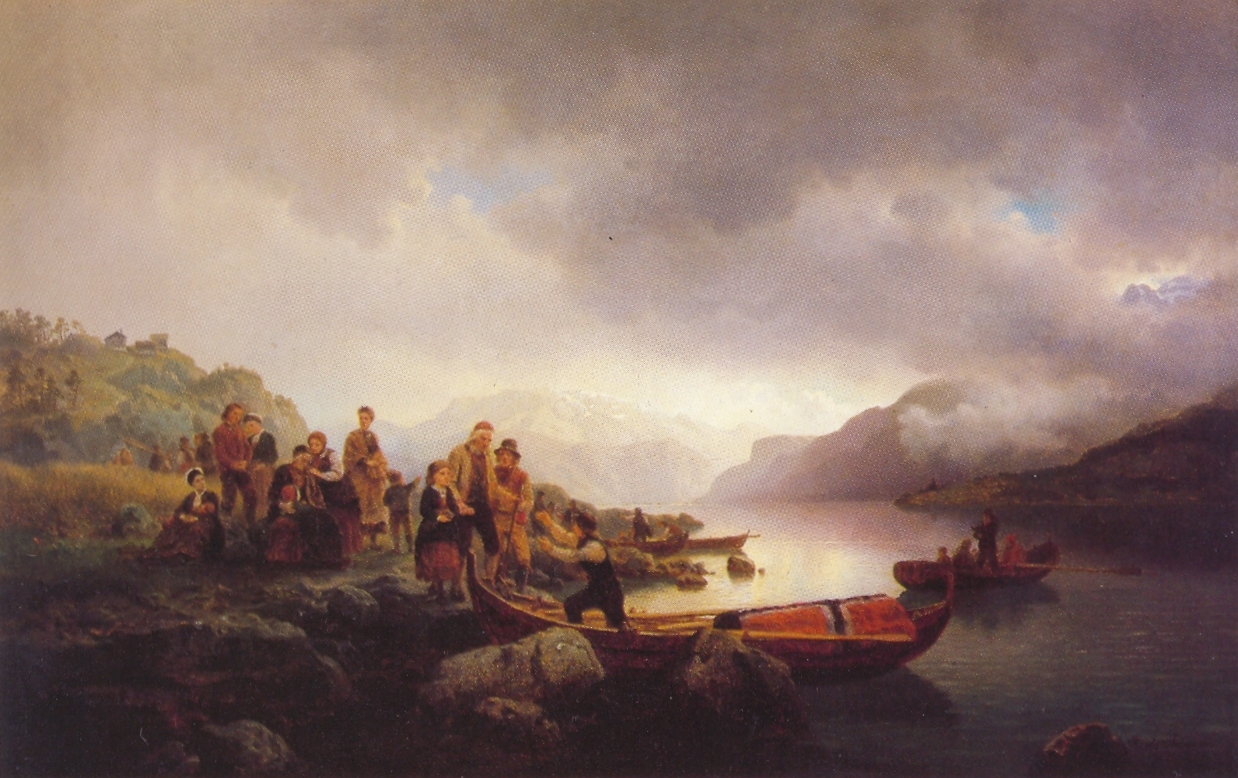
Pochette de l'album : Hans Gude, Adolph Tidemand, Likferd Pa Sognefjorden.

Likferd est le quatrième et ultime album studio du groupe de Black metal norvégien Windir. L'album est sorti le 27 mars 2003 sous le label Head Not Found.
L'album est sorti assez peu de temps avant la mort de son chanteur et leader, Valfar.

## Musiciens
- Valfar - chant
- Sture - guitare
- Strom - guitare
- Hvàll - basse
- Steingrim - batterie
- Righ - claviers
- Cosmocrator - chant clair

## Liste des morceaux
1. Resurrection of the Wild – 5:52
2. Martyrium – 5:00
3. Despot – 6:01
4. Blodssvik – 5:47
5. Fagning - 8:31
6. On the Mountain of Goats – 5:24
7. Dauden – 4:19
8. Ætti Mørkna – 7:46